# Fome Zero
Fome Zero (portugisiskt uttal: [ˈfɔmi ˈzɛɾu], Nollhunger) är ett brasilianskt statligt välfärdsprogram introducerat av president Luiz Inácio Lula da Silva under 2003, med målet att utrota hunger och extrem fattigdom i Brasilien.